# Medeglia
Medeglia (in dialetto ticinese Medee) è una frazione di 351 abitanti del comune svizzero di Monteceneri, nel Canton Ticino (distretto di Lugano).

## Storia

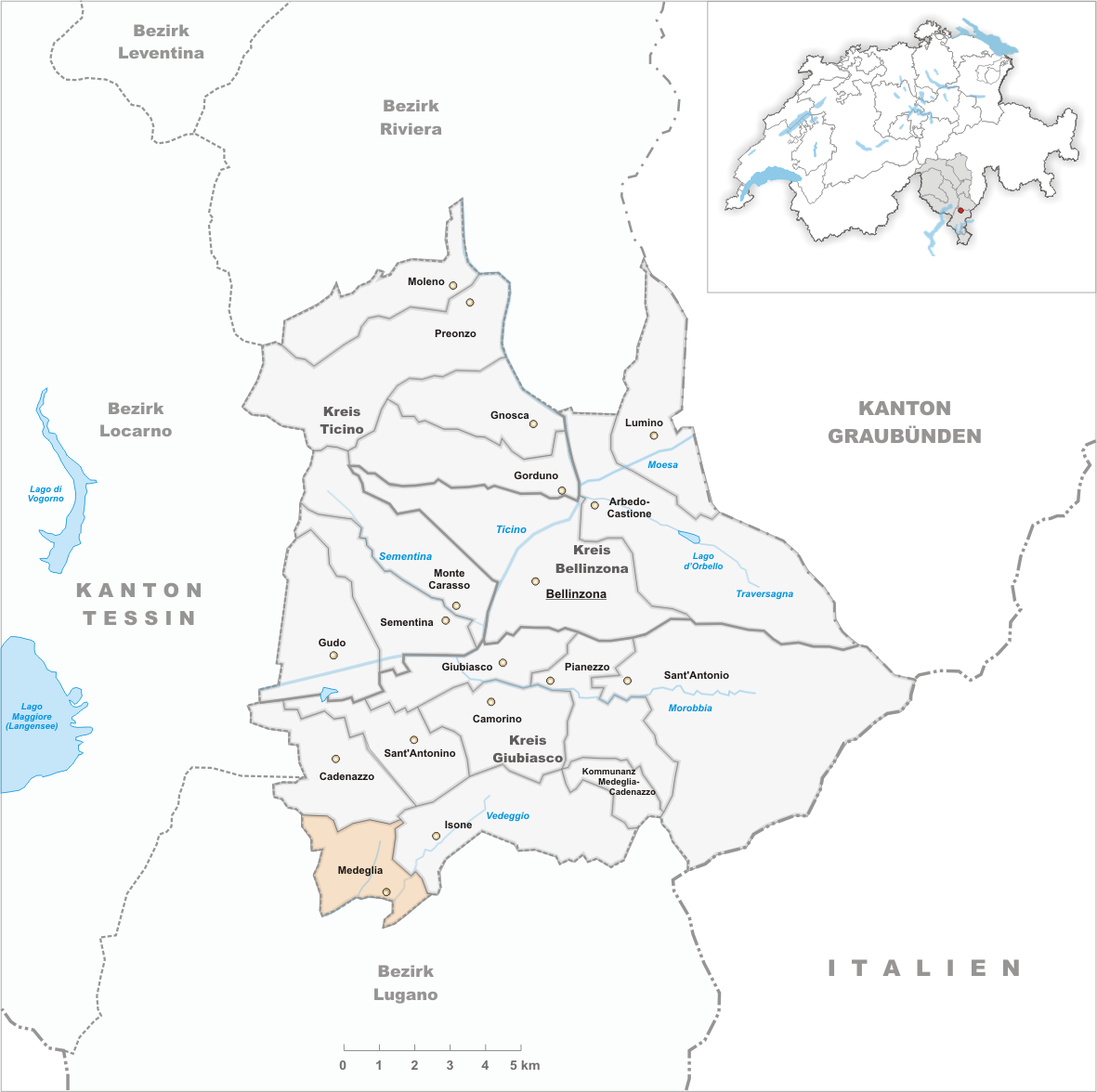
Il territorio del comune di Medeglia prima degli accorpamenti comunali del 2010

Già comune autonomo appartenente al distretto di Bellinzona dal quale nel 1805 era stata scorporata la località di Robasacco, divenuta comune autonomo, e che si estendeva per 6,2 km², il 21 novembre 2010 è stato accorpato agli altri comuni soppressi di Bironico, Camignolo, Rivera e Sigirino per formare il comune di Monteceneri.

## Monumenti e luoghi d'interesse

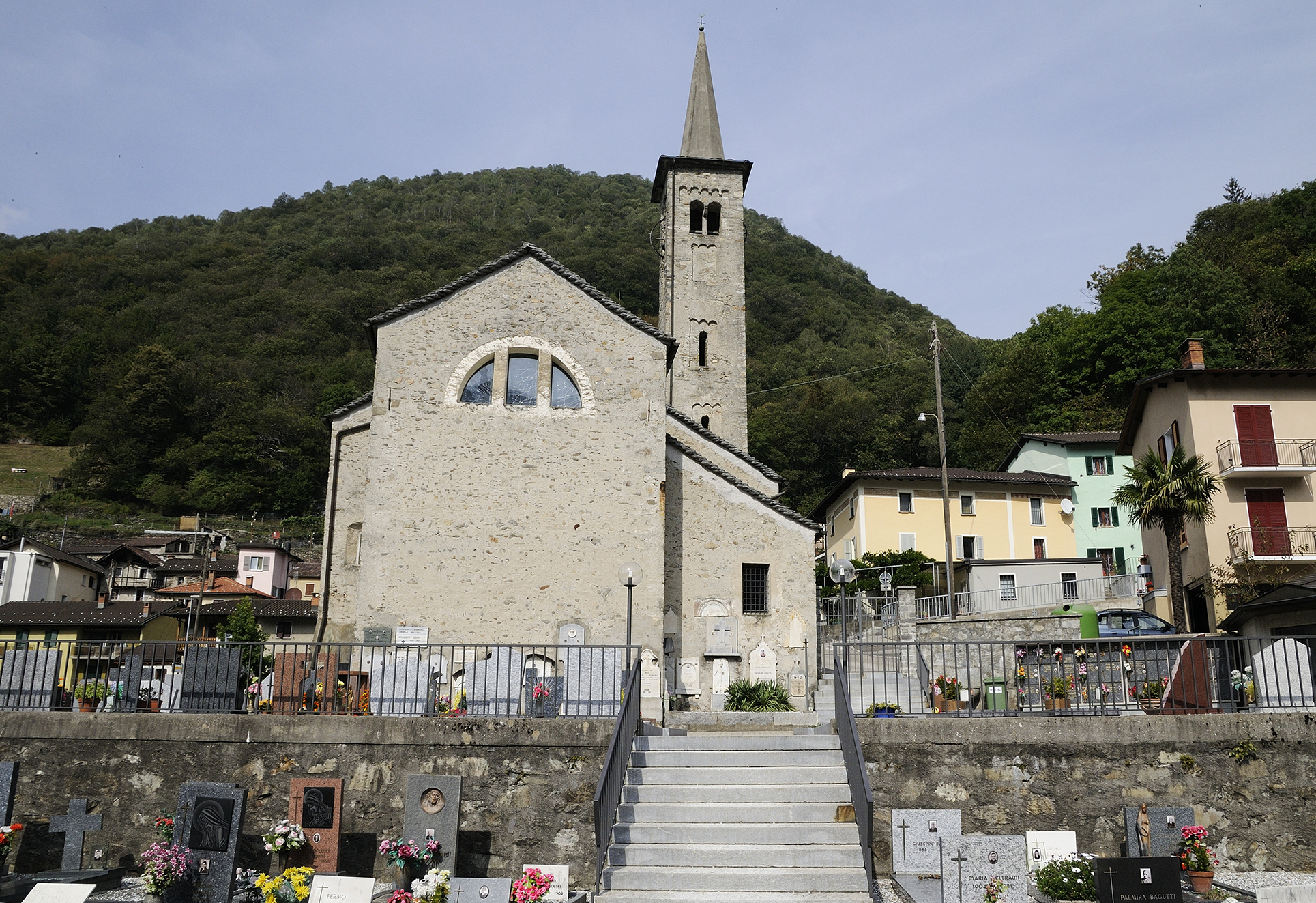
La chiesa parrocchiale di San Bartolomeo

- Chiesa parrocchiale di San Bartolomeo, attestata dal 1328[1];
- Oratorio dei Santi Giulio, Antonio e Lucio in località Canedo, eretto nel 1707-1710[senza fonte].

## Società

### Evoluzione demografica
L'evoluzione demografica è riportata nella seguente tabella:
Abitanti censiti

## Amministrazione
I membri delle famiglie originarie del luogo fanno parte del Patriziato, che amministra le proprietà comuni. L'ufficio patriziale, rieletto tacitamente il 30 aprile 2017, è presieduto da Francesco Bagutti.